# Novo Selo (gmina Sokolac)
Novo Selo (cyr. Ново Село) – wieś w Bośni i Hercegowinie, w Republice Serbskiej, w mieście Sarajewo Wschodnie, w gminie Sokolac. W 2013 roku liczyła 693 mieszkańców.